# Wulfstan II
Wulfstan, (soms Lupus) (overleden op 28 mei 1023) was bisschop van Londen, bisschop van Worcester en aartsbisschop van York. 

## Biografie
Men gelooft dat hij zijn ecclesiastische carrière begon als benedictijns monnik. Hij werd bisschop van Londen in 996. In 1002, werd hij tegelijkertijd verkozen tot bisschop van Worcester en het bisdom van York. Hij behield beide posities tot 1016, toen hij zijn positie in Worcester opgaf.
Samen met Ælfric van Eynsham is hij een van de voornaamste auteurs in de periode van de benedictijnse reformatie in Engeland. Het was waarschijnlijk tijdens zijn verblijf in Londen, toen hij bekend werd als schrijver van preken, of homilies, over antichrist, waarin hij zijn grote vaardigheid in het schrijven van retorisch proza toont. Hij gebruikte een ritmische vorm met alliteratie. De preken werden in het Oudengels geschreven, ook al zijn ze bekend geworden onder hun Latijnse namen.
In 1014, schreef hij, als aartsbisschop van Londen, zijn meest bekende werk, een homilie welke hij Sermo Lupi ad Anglos (De preek van de Wolf tot de Engelsen), waarin hij de Denen afschilderde als een straf van God gericht aan de Engelsen voor hun zonden. Meerdere van zijn preken beschrijven de laatste dagen en de komst van de Antichrist.
Tijdens de regering van Ethelred II en Knoet de Grote was zijn taak het opschrijven van de Engelse wetten, zowel wereldse als kerkelijke. Het ziet ernaar uit dat hij bij het hof een belangrijke positie bezat.

## Verwante namen
Wulfstan II moet niet verward worden met Wulfstan I, aartsbisschop van York, noch met Sint Wulfstan, bisschop van Worcester.